# Godfried I van Rancon
Godfried I van Rancon (Frans: Geoffroy; ? - vermoedelijk 1153) was een heer van Rancon (departement Haute-Vienne) en Taillebourg. Hij was vermoedelijk een zoon van Amalrich III van Rancon en broer van Amalrich IV van Rancon.

## Leven
Godrieds eerste bekende wapenfeit was in 1127, toen hij samen met Hugo VII van Lusignan het kasteel van Montignac aanviel, maar door graaf Vulgrin II van Angoulême werden teruggeslagen.
Godfried verwierf echter vooral faam als deelnemer aan de Tweede Kruistocht, nadat hij in 1146 tezamen met koning Lodewijk VII en andere Franse ridders in Vézelay het kruis had opgenomen. Hij behoorde tot het gevolg van de toenmalige koningin van Frankrijk én hertogin van Aquitanië, Eleonora van Aquitanië. Tijdens hun doortocht in Klein-Azië viel Godfried als een ongedisciplineerd edelman op, toen hij in 1148 tegen het bevel van de koning in tijdens een oponthoud in de buurt van Laodicea van het hoofdleger afscheidde om een tweede legerplaats in te nemen, die hem veiliger leek. Terwijl meerdere ridders en edelen, waaronder Amadeus III van Savoye (oom van de koning), hem daarin volgden, had dit een opsplitsing van het leger tot gevolg, wat de Rûm-Seltsjoeken bemerkten en aangrepen om een aanval uit te voeren, waarbij het ongeorganiseerde Kruisvaardersleger onder grote verliezen op de vlucht werd geslagen. Godfried, die de aanval had overleefd, werd daarop door de koning als straf bevolen huiswaarts te keren.
Godfried had uit zijn huwelijk met Fossifia drie kinderen:
- Godfried II van Rancon (- 1194), heer van Rancon en Taillebourg
- Bourgogne (- 1169), ∞ Hugo VIII van Lusignan[6]
- Bertha, ∞ Willem Maingot II, heer van Surgères[6]

Toen Godfried rond 1178 in opstand kwam tegen de jonge Richard (later Leeuwenhart genoemd), zou deze erin slagen om in mei 1179 op slechts twee weken tijd het als oninneembaar beschouwde kasteel van Taillebourg in te nemen en te laten slopen.